# Gulgrön trädekorre
Gulgrön trädekorre (Funisciurus congicus) är en däggdjursart som först beskrevs av Heinrich Kuhl 1820. Den ingår i släktet Funisciurus och familjen ekorrar. IUCN kategoriserar arten globalt som livskraftig. Inga underarter finns listade.

## Beskrivning
Pälsen på ryggsidan är gråspräckligt brun med en lång, vit sidostrimma med en smalare, mörk strimma under. Sidorna, ansiktet och lemmarnas utsidor är gråbruna. Kring ögat har arten en ljus ring; även undersidan är ljus till vitaktig. Svansen är tvärrandig i mörka och ljusa band. Kroppslängden är 14 till 17 cm, ej medräknat den 15 till 19 cm långa svansen, och vikten är 108 till 113 g.

## Utbredning
Denna trädekorre är vanligt förekommande i Kongo-Kinshasa, Angola och norra Namibia.

## Ekologi
Habitaten varierar från enstaka klungor av stora träd på torra savanner till tätare regnskogar, ofta nära vattendrag och med klipputskott. Arten når i bergstrakter 2 000 meter över havet. Individerna är dagaktiva och trädlevande, men tillbringar mycken tid på marken under sitt födosök. Födan består av frön och frukter från mopane, Commiphora och Grewia-träd, skott från Justicia-växter, bladgaller och en del fjärilslarver.
Den gulgröna trädekorren bygger både bon av blad, gräs och kvistar som placeras på grenar samt fodrar håligheter i träd med växtdelar. Man antar att de friliggande bona används på sommaren, och trädhålorna på vintern. Honor föder i genomsnitt två ungar per kull. I norra Namibia förekommer det att arten under optimala förhållanden (födomässigt) kan få två kullar per år.
Dräktigheten varar i genomsnitt 52 dagar och de nyfödda ungarna väger cirka 10 g. De har under de första 16 till 20 dagar slutna ögon och de diar sin mor i ungefär 50 dagar. Ett exemplar levde 9 år och 6 månader i fångenskap.